# ده دشتي (قلعة بيابان)
ده دشتي (بالفارسية: ده دشتی) هي قرية تقع في إيران في البلدة المركزية. يقدر عدد سكانها بـ 0 نسمة بحسب إحصاء 2016.